# Mérélessart
Mérélessart – miejscowość i gmina we Francji, w regionie Hauts-de-France, w departamencie Somma.
Według danych na rok 2011 gminę zamieszkiwało 201 osób, a gęstość zaludnienia wynosiła 54 osoby/km².